# Philipp Pamer
Philipp Josef Pamer (Merano, 2 marzo 1985) è un regista e sceneggiatore italiano, altoatesino di madrelingua tedesca.

## Biografia
Philipp Pamer nasce a Merano nella provincia autonoma di Bolzano. Cresce in un paese di alta montagna nella Val Passiria, dove gira i suoi primi film. A solo 20 anni viene ammesso alla renomata Accademia del cinema di Monaco di Baviera. 
Il suo primo cortometraggio Odi et amo vince 2006 il Premio Assoluto al Kimera Film Festival a Campobasso. Il suo film di laurea Bergblut esce nel 2010 nelle sale cinematografiche di Germania, Austria e in Alto Adige e racconta la storia della guerra di liberazione del 1809 e del patriota tirolese Andreas Hofer. Bergblut vince nello stesso anno il Premio del Pubblico al Filmfestival di Monaco di Baviera e il Premio della Provincia di Verona e il Premio del Pubblico al Film Festival della Lessinia.

## Filmografia

### Regista e sceneggiatore

#### Cortometraggi
- Eine Geschichte aus zwei Dörfern (2005)
- Odi et amo (2006)
- Die Ballade der Rechtschaffenheit (2007)
- Jakobs Weg (2008)

#### Lungometraggi
- Bergblut (2010)
- Im Nesseltal (2016)
- Timmelsjoch - Wenn Grenzen verbinden (2018)